# Валиньи
Валиньи́ (фр. Valigny) — коммуна во Франции, находится в регионе Овернь. Департамент коммуны — Алье. Входит в состав кантона Серийи. Округ коммуны — Монлюсон.
Код INSEE коммуны — 03296.

## Население
Население коммуны на 2008 год составляло 397 человек.
| 1962 | 1968 | 1975 | 1982 | 1990 | 1999 | 2008 |
| ---- | ---- | ---- | ---- | ---- | ---- | ---- |
| 721  | 751  | 639  | 599  | 527  | 441  | 397  |

## Экономика
В 2007 году среди 238 человек в трудоспособном возрасте (15—64 лет) 154 были экономически активными, 84 — неактивными (показатель активности — 64,7 %, в 1999 году было 58,9 %). Из 154 активных работали 134 человека (72 мужчины и 62 женщины), безработных было 20 (8 мужчин и 12 женщин). Среди 84 неактивных 7 человек были учащимися или студентами, 43 — пенсионерами, 34 были неактивными по другим причинам.

## Достопримечательности
- Монастырь и церковь Нотр-Дам (XIV век)
- Пруд Гуль